# میخیلو بایلیخ
میخیلو بایلیخ (اوکراینی: Михайло Аркадійович Бєлих؛ ۲۳ دسامبر ۱۹۵۸ – ۲۹ ژوئیهٔ ۱۹۹۷) بازیکن فوتبال اهل اتحاد جماهیر شوروی سوسیالیستی بود.
از باشگاه‌هایی که در آن بازی کرده‌است می‌توان به باشگاه فوتبال زوریا لوهانسک اشاره کرد.